# Demonax pseudopsilomerus
Demonax pseudopsilomerus là một loài bọ cánh cứng trong họ Cerambycidae.